# KotZilla
Константин Аршба (более известный, как Кот и KotZilla) — российский рэп-исполнитель и театральный актёр абхазского происхождения. Бывший участник андеграундного рэп-объединения «43 градуса» (являлся постоянным участником группы вместе с Фантомасом 2000 и 5Плюх) и приглашённый бэк-вокалист группы «Кровосток», был одним из участников интернет-проекта «Under Ground Wiggas». С 2010 года играет в театральной хип-хоп-опере «Копы в огне».

## Биография

### Музыкальная деятельность
Осенью 2003 года Кот знакомится с «земляком» — бит-мейкером из Тбилиси «Фантомасом 2000» и рэпером «5Плюх». В конце 2003 года Кот', Фантомас 2000, 5Плюх, Alex Dee и Павлом Гольцем выпускают мини-журнал о трендах российского и мирового рэпа «БЕЗ ПРАВ» от «43 градуса Production», в честь которого и назвали свою сформировавшуюся рэп-группу. Группа «43 градуса» состояла из Кота, Фантомаса и 5Плюха. В 2004 году группа записывает треки «Любовь», «Зарифмованная речь», «Столкновение» и сингл «Потерянная ритмика», после выхода из группы уходит 5Плюх, занявшись сольной карьерой.
Вместо Плюхи в группу вступает Гиви (он же Giwi Wonder) в 2005 году. Сформирован окончательный состав группы «43 градуса». Группа исполняла хип-хоп-музыку в джазовых или фанковых аранжировках, что «роднит» эту музыку с инструментальным хип-хопом. Сами участники группы признаются, что играют абстрактный хип-хоп. По словам Кота, «43 градуса» — философский рэп. Действительно, содержание текстов песен группы (в частности, Кота) можно отнести к философии.
В конце 2004 года «43 градуса» знакомятся с группой «Кровосток», на тот момент уже достаточно популярной рэп-группой. Рэперам «Кровостока» Антону Черняку («Шило») и Диме Файну («Фельдман») понравились композиции ребят, и они их опубликовали в интернете сначала у себя на сайте, а затем треки распространились по всем музыкальным хостингам и порталам.
Популярность группы выросла, когда Кот записал совместный трек с «Кровостоком» — «Разговоры о напасах». Трек войдёт в первый альбом группы «Кровосток» в 2005 году.. В этом же году выходит интернет-релиз группы на официальном сайте группы — soroktri.narod.ru Альбом получил название «Столкновение». После выхода данного мини-альбома в интернете появились слушатели и фанаты группы, песни из альбома распространялись по всем музыкальным порталам.
В период 2006—2007 годов группа записывает совместные треки с Джипом и Sir-J — небезызвестными олдскульными и андеграундными рэперами, участниками андеграундного рэп-формирования D.O.B. Community. Они принимают решение создать совместный проект под названием «Меч в Ножнах» и даже приступают к записи альбома, однако планы так и остаются нереализованными, и альбом остаётся недописанным.
В 2007 году Кот записывает песню «Рок-н-ролл» совместно с группой «Традиция», трек попадает в сборник «Hip-hop для гурманов Vol.2», вышедший на ЦАО Records в 2008 году. До 2008 года продолжалась активная гастрольная деятельность группы в клубных мероприятиях, предполагали выпустить новый альбом, однако в связи с тяжёлой болезнью вокалиста Гиви и сотрудничеством Фантомаса 2000 с группой «Кровосток» группа практически не существовала. Окончательно группа распалась в 2009 году.
Кот (к тому времени он взял себе псевдоним KotZilla) занялся сольной карьерой, в 2009 году заявил, что планирует выпустить альбом «Zilladelic». Музыка KotZill’ы впервые была услышана в 2009 году на MySpace.com, где Кот зарегистрировался в середине 2009 года.
В 2008 году женился на Людмиле Коломиченко.
В 2009 Кот был приглашён на «Hip-Hop TV», радиошоу NEXT FM, которое ведут Ноггано и QП. В том же году Кот снимается с группой «Традиция» в музыкальном клипе на совместную песню «Новички». Клип «Новички» — первое отечественное видео, снятое и смонтированное французами по технологии Клипнотик. «Клипнотик — завтра уже вчера». По словам участников группы Традиция, технология Клипнотик, использованная в клипе, позволяет вернуть к жизни скукеров, нудякеров и новичков. «Клипнотик — живи послезавтра».
В середине 2010 года стало известно о смерти Гиви. В это же время KotZilla продолжает работать над своим альбомом. В августе 2011 года выходит долгожданный сольный альбом Котзиллы — «ZILLADELIC».

### Актёрская деятельность
В 2008 году Саша Легчаков (Sanya) из группы «Традиция» знакомит Константина с актёром театра и кино Юрием Квятковским, который ставил спектакль «Война молдаван за картонную коробку». Костя Аршба сразу получил главную роль в спектакле и проявил себя как искусный актёр.
В 2009 году Юрий Квятковский начинает работать над новой театральной постановкой — «Копы в огне» (Cops on Fire). Это была так называемая «хип-хопера» (хип-хоп опера), где главные роли исполнили рэп-исполнители Миша Румянцев (Ларик Сурапов a.k.a. Miiisha), Саша Легчаков (Sanya), Алексей Розин и Костя Аршба (KotZilla). Музыку и тексты песен в опере были написаны самими же исполнителями.
Премьера хип-хоперы «Копы в огне» состоялась 25 января 2010 года в Москве.
В спектакле Котзилла играет Чёрного Копа, одного из главных героев.
C осени 2017 года на протяжении полугода (пока проект не заморозили основатели) под именем Kotzi Brown был бессменным ведущим «закрытой баттл-лиги» Fidelio Punch Club

## Дискография

### 43 градуса
- 2005 — «Столкновение»
- 2008 — Потерянная ритмика
- 2009 — Все треки 2004—2008

### KotZilla
- 2011 — Zilladelic

### Синглы
- 2004
  - 43 градуса — Потерянная ритмика
  - 43 градуса feat. Кровосток — Разговоры о Напасах
- 2008
  - 43 градуса feat. Традиция — Рок-н-Ролл
  - 43 градуса feat. Кровосток — Дельтаплан
  - 43 градуса feat. F.Y.P.M. — Сколько раз
- 2009
  - KotZilla (43 градуса) — проПРО
  - KotZilla (43 градуса) — Лицо со шрамом
  - KotZilla — Кризис
  - 43 градуса — Сигара
  - KotZilla feat. Традиция — Новички
- 2011
  - KotZilla ft. DJ Nik One — Чистоган

## Видеография
- KotZilla feat. Традиция — Новички (2009)
- Cops On Fire (KotZilla, Традиция и Ларик Сурапов)— В чём копа дело? (2010)